# Zbiornik astatyczny

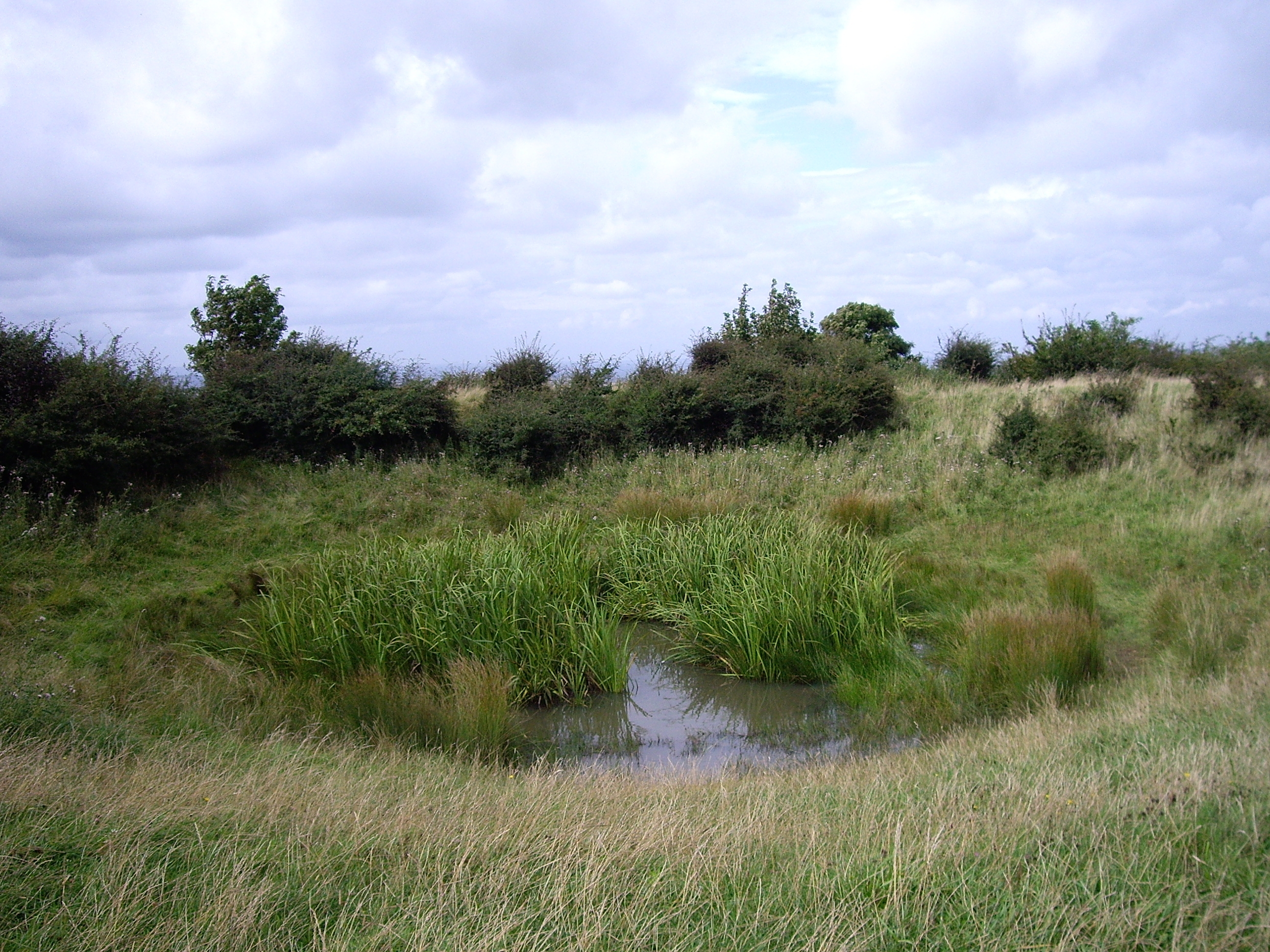
Zbiornik w Sussex

Zbiornik astatyczny – zbiornik wodny charakteryzujący się nieregularnymi i często bardzo znacznymi zmianami poziomu wody, a co za tym idzie znaczną zmiennością warunków bytowania organizmów żywych. Zbiorniki astatyczne często całkowicie wysychają. Najmniejsze i najbardziej krótkotrwałe zbiorniki astatyczne są w zasadzie kałużami, większe są stawami (sadzawkami).
Większe zbiorniki astatyczne są często porośnięte szuwarami lub pleustonem (rzęsą). Z powodu okresowego wysychania zwykle brak w nich ryb, jednak są siedliskiem płazów oraz wodnych owadów i innych bezkręgowców. Pełnią też funkcję wodopojów.